# Catharinea canaliculata
Catharinea canaliculata là một loài rêu trong họ Polytrichaceae. Loài này được (Hook. & Arn.) Müll. Hal. mô tả khoa học đầu tiên năm 1848.